# Pilar Guerra
Pilar Guerra es una película española de 1926 dirigida y escrita por José Buchs y basada en la novela de Guillermo Díaz Caneja que lleva el mismo título. La historia gira alrededor de una maestra de pueblo y de la conflictiva relación amorosa que mantiene con el hijo del alcalde. La película está protagonizada por María Antonieta Monterreal y Juan de Orduña.

## Reparto
- María Antonieta Monterreal como Pilar Guerra.
- Juan de Orduña como Luciano.
- Rafael Calvo como Ángel Roberto.
- Modesto Rivas como Don Javier.
- María Comendador como Ramona.
- Antonio Gil Varela como García.
- Santiago Barat como Felipe.
- Flora Rossini como Doña Mónica.

## Sinopsis
Pilar Guerra es profesora en el pueblo de Araceli y mantiene una relación amorosa con Luciano, hijo del alcalde y aficionado a la escultura. Cuando el padre de este se entera, desaprobando la relación por la condición social de Pilar, mandará a Luciano de viaje y conseguirá el traslado de la protagonista otra ciudad de Andalucía. 
Con su madre enferma, Pilar termina estableciéndose en Madrid, donde no logra encontrar trabajo. Las dificultades económicas la conducirán a posar como modelo de un escultor (Rafael Calvo), que se enamora de ella. Pero Margot, una amiga en común de la expareja, informa a Luciano, que también se encontraba en Madrid, de que Pilar está en la capital y juntos preparan una treta para engañarla. Cuando esta llega a casa de Margot, la emborrachan y la reúnen con Luciano, con el que perderá el honor al mantener relaciones. Pilar, sintiéndose engañada y traicionada, decide vengarse de la familia de Luciano. La venganza la llevará a cabo por medio del dinero de la familia de Luciano, la razón por la que había sido separada de él y caído en desgracia. Así, fingirá ser la amante de Luciano y le hará gastar todo su dinero en caros viajes y caprichos
Se anuncia en la ciudad que va a tener lugar un concurso de escultura en el que va a participar el escultor que había contratado como modelo a Pilar compitiendo contra Luciano. Este escultor, de gran fama, era el único impedimento para que Luciano, ya arruinado, recuperase algo de dinero. Pilar, sintiéndose culpable por sus actos, va a la casa del escultor a pedirle que no participe en el concurso, y este le promete no hacerlo movido por el amor que siente hacia ella. Pero Luciano la seguirá hasta la casa, se sentirá traicionado y caerá enfermo.
Pilar, exitosa en su venganza, vuelve a Araceli, pero los padres de Luciano irán a buscarla para pedir su ayuda con Luciano, que se encuentra muy grave. Pilar, que aún le quiere, volverá con él y se arrepentirá por todo lo que le ha hecho a su familia. Finalmente, Luciano ganará el concurso de escultura, recuperando parte de su fortuna, se curará y Pilar y él serán, finalmente, una pareja feliz.

## Comentarios
Toda la trama gira en torno a una historia melodramática de sentimientos y honor y parte de una novela, de corte folletinesco, con Pilar Guerra (María Antonieta Monterreal) como protagonista representante del estereotipo femenino de su época, la mujer honesta. Su nombre representa la psicología y el carácter de su personaje, una mujer fuerte que luchará para defenderse con las armas que la sociedad le permite emplear. Luciano (Juan de Orduña), por su parte, es un niño bien de familia muy rica, que será progresivamente desvalijado por Pilar en su venganza. Un progreso de este cine, frente al de años anteriores, es el hecho de que se comienza a profundizar más en la psicología de los personajes,  ya no mediante rótulos, sino mediante la actuación de los actores y sus acciones.
En la película, se nos muestra la sociedad española de los años 20 y su mentalidad: sus valores morales y prejuicios, el autoritarismo de los padres, las dificultades de las relaciones interclasistas, el matrimonio como meta vital, la honra basada en la virtud femenina, etc. En definitiva, la estricta moral de la sociedad de la época. 
La película se encuentra, de una manera contradictoria, entre el conservadurismo y una visión más liberal, ya que se nos presenta en el comienzo, una protagonista de ideales conservadores que, no obstante, se liberará para volverse independiente pero, finalmente, volverá al lado de Luciano en un papel de mujer tradicional que recupera los valores de la época que parecían estar siendo transgredidos durante el desarrollo del filme.